# Osmia obliqua
Osmia obliqua là một loài Hymenoptera trong họ Megachilidae. Loài này được White mô tả khoa học năm 1952.